# Holzbombe
Als Holzbomben werden Bomben-Attrappen aus Holz bezeichnet, die während des Zweiten Weltkriegs von den Alliierten auf deutsche Scheinflugplätze abgeworfen wurden.

## Aufbau
Es kamen hölzerne Übungsbomben, hölzerne schwimmende Rauch- und Signalbomben des Typs Mk4 sowie diverse einfache bombenförmige hölzerne Nachbauten, teilweise mit Blechleitwerken, zum Einsatz.

## Verwendung
Die Bomben-Attrappen wurden vorwiegend auf deutsche Scheinflugplätze und Hangarattrappen abgeworfen. Es gibt keine Nachweise über offizielle Befehle, Einsatzmeldungen oder Strategien zum Abwurf von Bombenattrappen. Jedoch gibt es Nachweise über den Einsatz von Holzbomben in Form von Bild- und Filmmaterial, Aussagen von Piloten, mehrerer Funde in Frankreich sowie Ausstellungsstücke im Dead Man's Corner Airborne Museum in Sainte-Mère-Église. So schilderten dienstverpflichtete Franzosen den Einsatz britischer Holzbomben 1944 in Salon-de-Provence in den besetzten Gebieten. Angehörige der britischen Royal Air Force gaben als Grund für den Abwurf beispielsweise das scherzhafte Verspotten des Feindes an. Es gibt Hinweise, dass die Special Operations Executive sich vom Einsatz der Attrappen eine moralische Schwächung des Feindes und die moralische Stärkung der Bevölkerung in den besetzten Gebieten versprach. Der Schriftsteller Pierre-Antoine Courouble befragte ab 2003 für sein erstes Buch zu diesem Thema verschiedene Einzelpersonen, staatliche Institutionen und Militärs. Im Zuge dieser Recherchen fanden sich bis zuletzt mehr als 300 Zeitzeugen (vornehmlich ehemalige Soldaten), die an Abwürfen beteiligt waren bzw. Augenzeugen, die einen Einsatz beobachteten.